# Hippolyte de Berthoz
Hippolyte de Berthoz (ou Berthod), né vers 1438 à Poligny et mort en juillet 1503, est un officier et mécène bourguignon.

## Biographie
Fils de Claude Berthod, Hippolyte de Berthoz est né vers 1438 dans une famille notable de Poligny, où l'un de ses ancêtres, Gérard Barthod, écuyer, possédait déjà une maison en 1260. L'orthographe du patronyme varie dans les documents médiévaux relatifs à cette famille : Barthod, Barthaud, Berthaud, Berthod, Berthoz... Ainsi, un certain Jean Berthaud, clerc licencié ès-lois, était le lieutenant-général de Bon Guichard de Poligny, bailli d'Aval en 1400. Les charges et fonctions exercées par les Berthoz de Poligny leur ouvriront par la suite les portes de la noblesse de robe.
Hippolyte de Berthoz s'établit à Bruges au plus tard en 1467-1468, année de son mariage avec une femme prénommée Élisabeth,. On a longtemps considéré que celle-ci était Élisabeth van Keverswyck, et que Berthoz, devenu veuf par la suite, se serait remarié vers 1494 avec Élisabeth Hugheins, veuve de son ancien associé Pieter Denys. En réalité, Élisabeth Hugheins semble avoir été la seule épouse de Berthoz. Le couple a eu quatre enfants, dont un fils, Charles, admis à l'Université de Louvain en 1481 et qui deviendra échevin du Franc de Bruges. Les Berthoz habitaient une demeure située sur la Zuidzandstraat.
Maître extraordinaire (1470) puis ordinaire (1490 -1495) à la chambre des comptes de Lille, Hippolyte de Berthoz est commis trésorier des guerres en 1472. Il est appelé en 1473 à la cour de Charles le Téméraire, qu'il sert en tant que greffier des finances. En 1477, la mort du duc et la promulgation du Grand Privilège lui fait perdre son poste de greffier. Il retrouve cependant très vite de hautes fonctions financières à la cour, en tant qu'argentier de la veuve du duc de Bourgogne, Marguerite d'York. Par la suite, il sert et conseille successivement la fille du Téméraire, Marie de Bourgogne, l'époux de celle-ci, Maximilien d'Autriche et, enfin, leur fils, Philippe le Beau, qui le nomme receveur des dépenses extraordinaires et maître de la chambre aux deniers (1486-1499).
Âgé d'environ 65 ans, Berthoz meurt en juillet 1503, loin de Bruges. C'est donc en l'absence de sa dépouille qu'une cérémonie funéraire est organisée dans l'église de sa paroisse, l'actuelle cathédrale saint-Sauveur.

## Mécénat
Berthoz est connu pour avoir commandé un triptyque dédié à son saint patron (musée de la cathédrale Saint-Sauveur de Bruges). Entrepris vers 1470 par Dirk Bouts, mort en 1475, ce triptyque du Martyr de saint Hippolyte a été achevé en 1479 par l'atelier de Bouts, avec la possible collaboration d'Aert van den Bossche ou du Maître de l'Arrestation du Christ (d), et aussi par Hugo van der Goes, qui en a peint le volet gauche, où le donateur et son épouse sont représentés en orants.
Berthoz a également fait réaliser un autre triptyque sur le même thème (Musée des beaux-arts de Boston, 63.660), peint vers 1490 par un maître anonyme bruxellois ou gantois que Didier Martens identifie au Maître de la Jeunesse de saint Rombaut (d). Cette œuvre a peut-être été commandée pour la collégiale Saint-Hippolyte de Poligny.

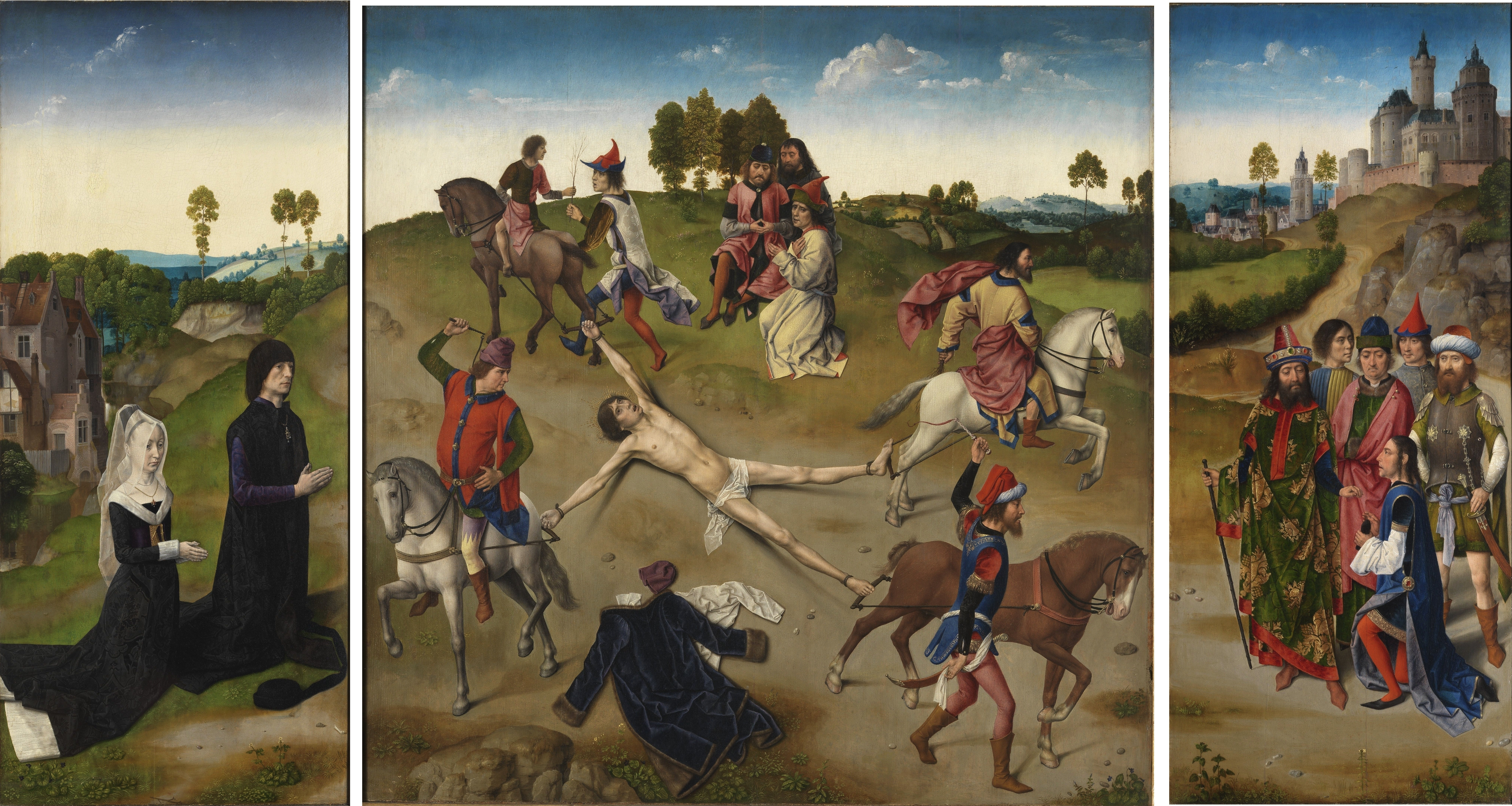
Triptyque du Martyr de saint Hippolyte (Bruges)
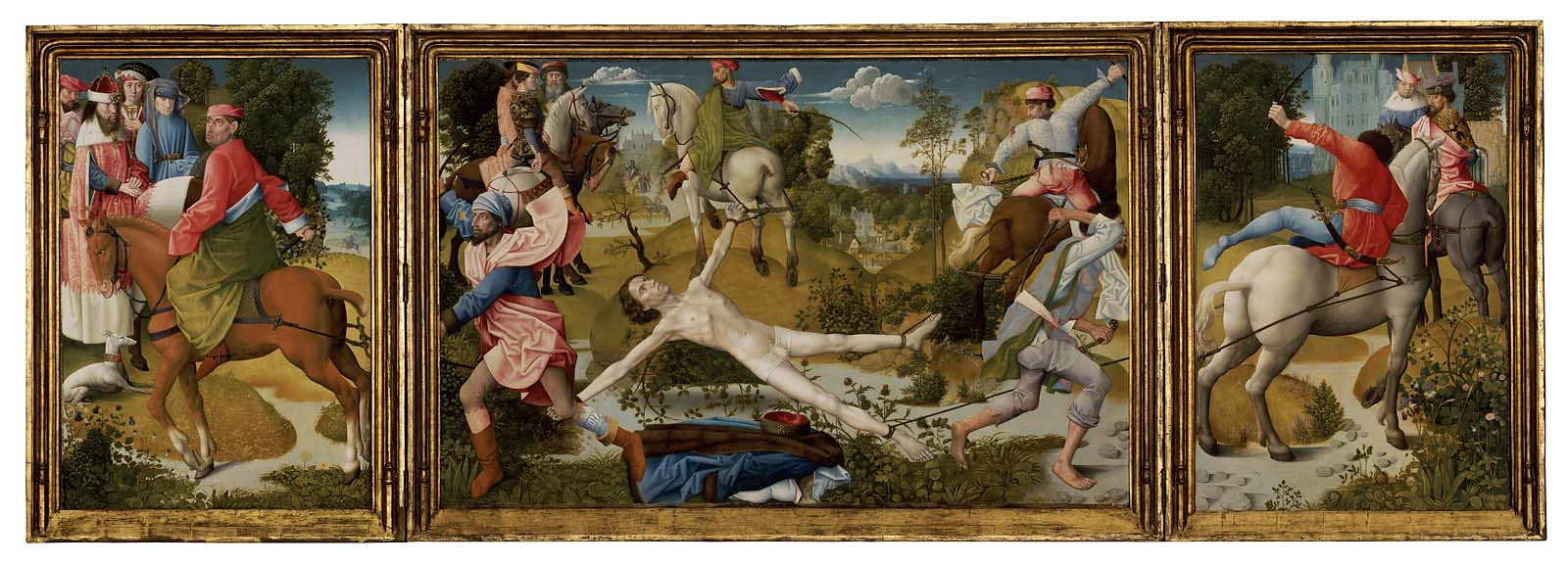
Triptyque du Martyr de saint Hippolyte (Boston)

Deux livres d'heures enluminés dans les années 1480 par des artistes de l'entourage du Maître de Marie de Bourgogne sont également attribués au mécénat d'Hippolyte de Berthoz et de son épouse, car ils contiennent les initiales YY, qui pourraient correspondre aux prénoms Ypolite et Ysabeau. Le premier est conservé à la Bibliothèque nationale autrichienne (ms. 1988, ou Cod. 1988 HAN MAG) et le second appartient à la Bibliothèque universitaire de Harvard (ms. Typ 443). Ce dernier manuscrit, connu sous le nom d’Heures Emerson-White, résulte de la collaboration de plusieurs enlumineurs, dont le Maître des Miniatures de Houghton, Simon Marmion et le Maître du Livre de prières de Dresde. L'attribution du rôle de commanditaire à Berthoz a cependant été mise en doute par Thomas Kren.
C'est peut-être à l'occasion de la prestation de serment de Berthoz en tant que maître ordinaire de la chambre des comptes (16 février 1490) que le poète Jean Molinet a composé à sa demande une Oraison de sainct Ipolite, où sa devise (« Vous seulement ») est plusieurs fois citée.
Selon Jos Koldeweij, directeur du Bosch Research and Conservation Project (BRCP), Berthoz pourrait également être le commanditaire de deux célèbres triptyques de Jérôme Bosch, La Tentation de saint Antoine de Lisbonne (vers 1498-1503) et Le Jugement dernier de Vienne (vers 1500-1505). Concernant cette dernière œuvre, l'hypothèse d'une commande par Berthoz est appuyée par la présence, sur l'un des volets extérieurs en grisaille, d'un saint Hippolyte (et non saint Bavon) iconographiquement proche de sa représentation sur les grisailles des triptyques de Bruges et de Boston. De plus, en 2017, l'analyse scientifique (MA-XRF) de l'écusson peint au bas de ce dernier volet a révélé, sous un repeint en grisaille, des traces d'or et de vermillon concordantes avec le métal et les émaux des armoiries visibles au revers des deux triptyques du Martyr de saint Hippolyte.

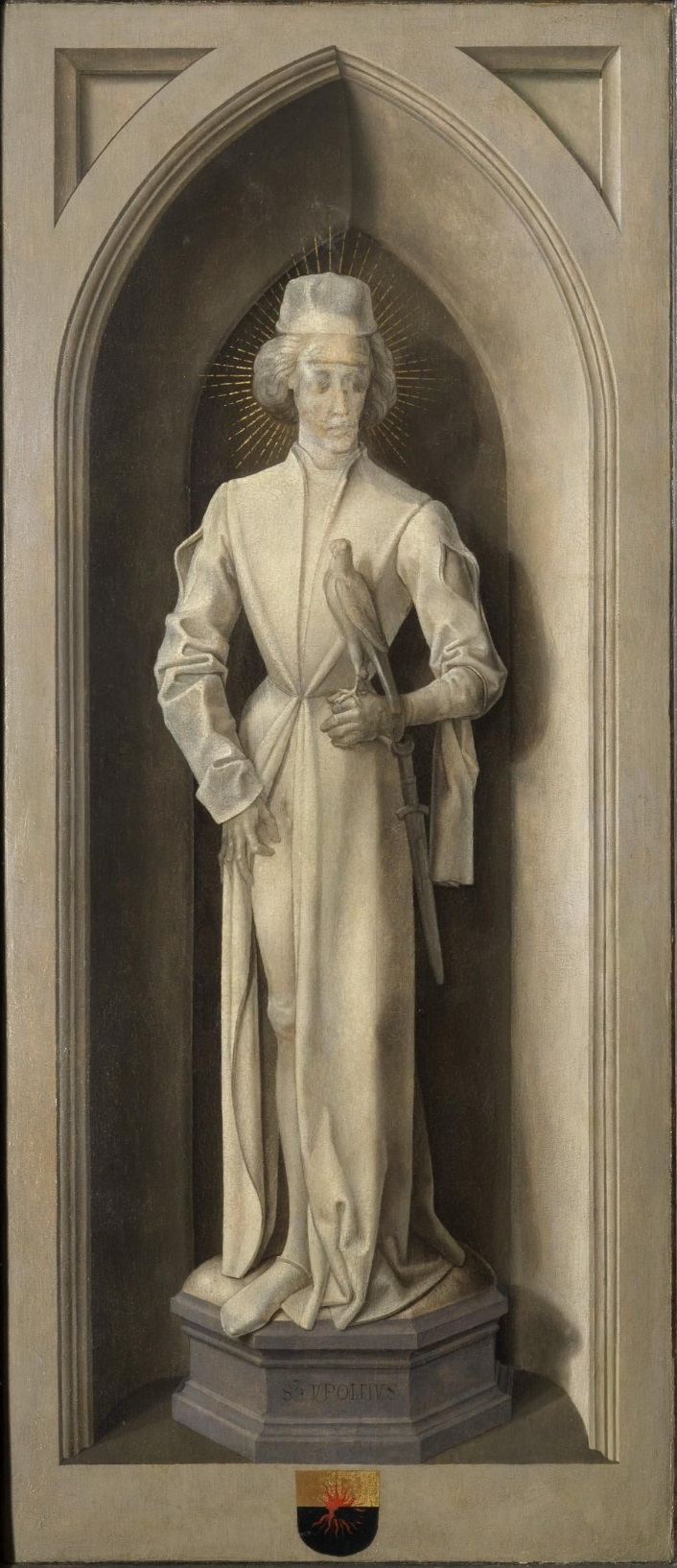
Saint patron et armes d'Hippolyte de Berthoz, extérieur du volet gauche du triptyque de Bruges (vers 1475-1479).
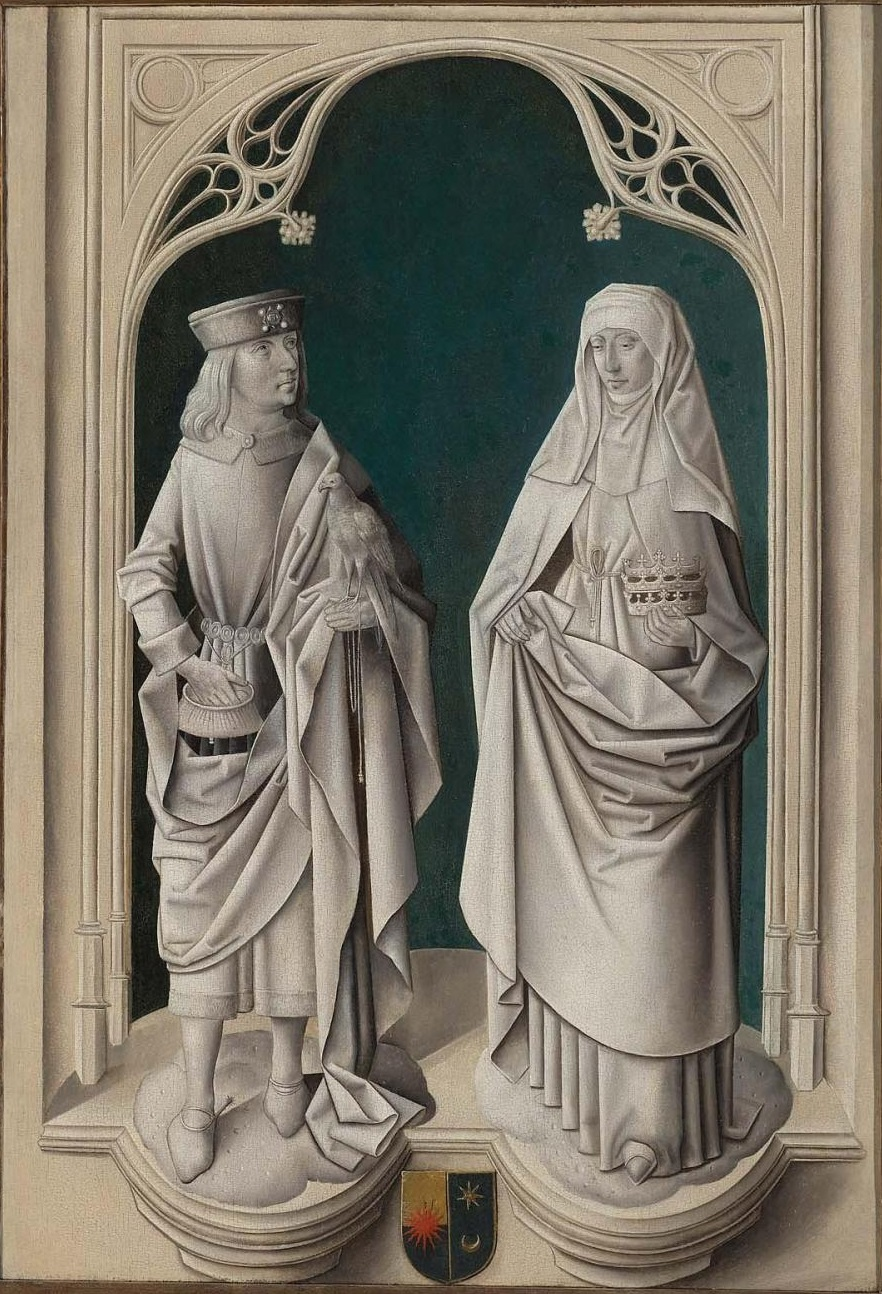
Saints patrons (Hippolyte et Élisabeth de Hongrie) et armes composées d'Hippolyte de Berthoz et de son épouse, extérieur du volet droit du triptyque de Boston (vers 1490).
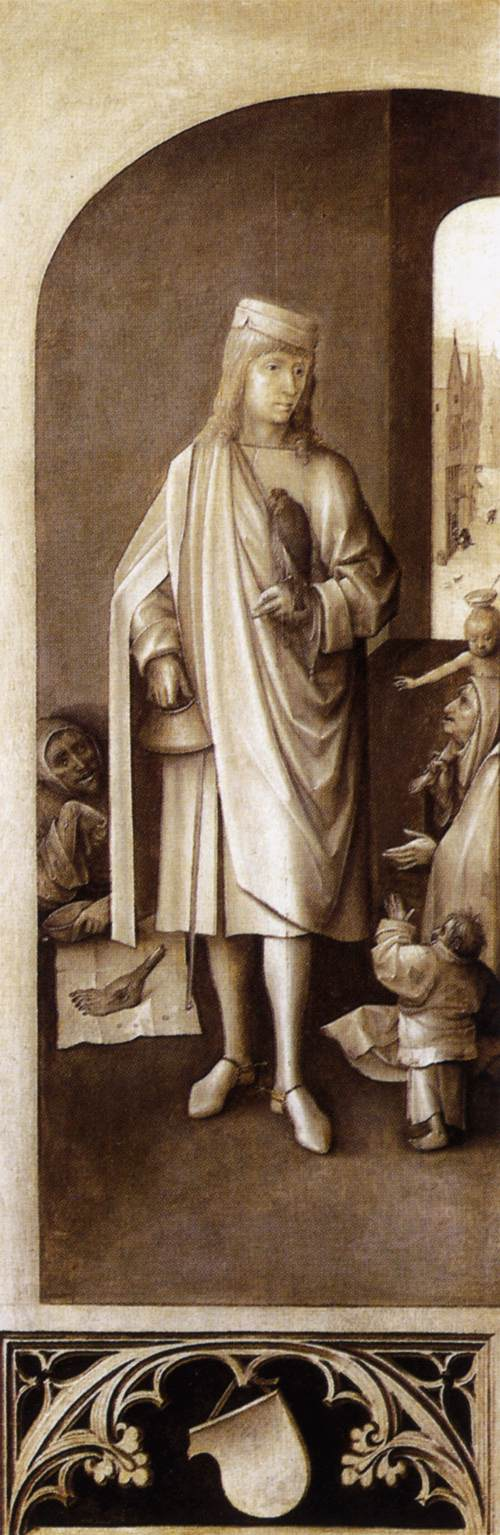
Saint Hippolyte, extérieur du volet droit du Jugement dernier peint par Jérôme Bosch (vers 1500-1505).

Ces armes se blasonnaient ainsi selon William Henry James Weale (en) : coupé d'or et d'azur [ou de sable, selon des publications plus récentes] à un soleil [non figuré] sur le tout de gueules. Elles diffèrent des armes d'autres membres de la famille Berthod (ou Berthaud) de Poligny.